# Four solaire de Mont-Louis
Le four solaire de Mont-Louis est un four solaire construit juste après la Seconde Guerre mondiale sur la commune française de Mont-Louis, dans le département des Pyrénées-Orientales, en région Occitanie. Première installation de ce type dans le monde, il fut un précurseur du four solaire d'Odeillo, construit une quinzaine d'années plus tard à quelques kilomètres de là. Il fournit une puissance de 50 kW.

## Histoire
Le chimiste français Félix Trombe et son équipe ont réalisé à l'observatoire de Meudon en 1946 une première expérience à l'aide d'un miroir de DCA pour montrer la possibilité d'atteindre de hautes températures très rapidement et dans un environnement très pur, grâce à la lumière du soleil fortement concentrée. L'objectif était de faire fondre du minerai et d'en extraire des matériaux très purs pour confectionner de nouveaux matériaux réfractaires plus performants.
Pour concrétiser cette filière et en tester les diverses possibilités, un premier four solaire fut construit à Mont-Louis en 1949.
Le four solaire de Mont-Louis a servi de modèle dans le monde entier, démontrant le potentiel de l'énergie solaire et ses multiples applications.
L'ensemble du four solaire (héliostat, concentrateur et four) est inscrit au titre des monuments historiques en 2008 et est également labellisé « Patrimoine du XXe siècle ».

## Développement et coopération
Le four solaire de Mont-Louis est engagé dans une démarche de transfert de technologies vers les pays du Sud, notamment par le biais d'un programme d'échange de savoir-faire avec la ville de Safi au Maroc. Son but est d'installer à l'échelle d'un village un four solaire qui permettra de cuire les poteries, les assiettes pour manger, le pain, les matériaux de construction, fondre n'importe quel métal pour en faire des marmites ou des outils pour cultiver. Toutes ces applications, sont expérimentées et développées au four solaire de Mont-Louis.

## Visite
Les visiteurs du four solaire de Mont-Louis sont amenés par le guide au cœur des installations pour leur expliquer le fonctionnement et l'utilisation du four.
Des applications scientifiques simples et pédagogiques complètent cette visite, avec par exemple : la matérialisation de la concentration solaire au foyer, entre 2 000 °C et 3 500 °C, l'inflammation de bois, la fusion de métal, la cuisson de céramiques, etc.
La visite s'achève avec un panorama des techniques utilisant l'énergie solaire : capteurs solaires thermiques, douche solaire, photopiles, cuiseurs solaires.
Régulièrement le four solaire de Mont-Louis accueille des associations et organisations qui proposent aux visiteurs d'apprendre à fabriquer des fours solaires pour la cuisson et organise des démonstrations de cuisine solaire.

## Galerie

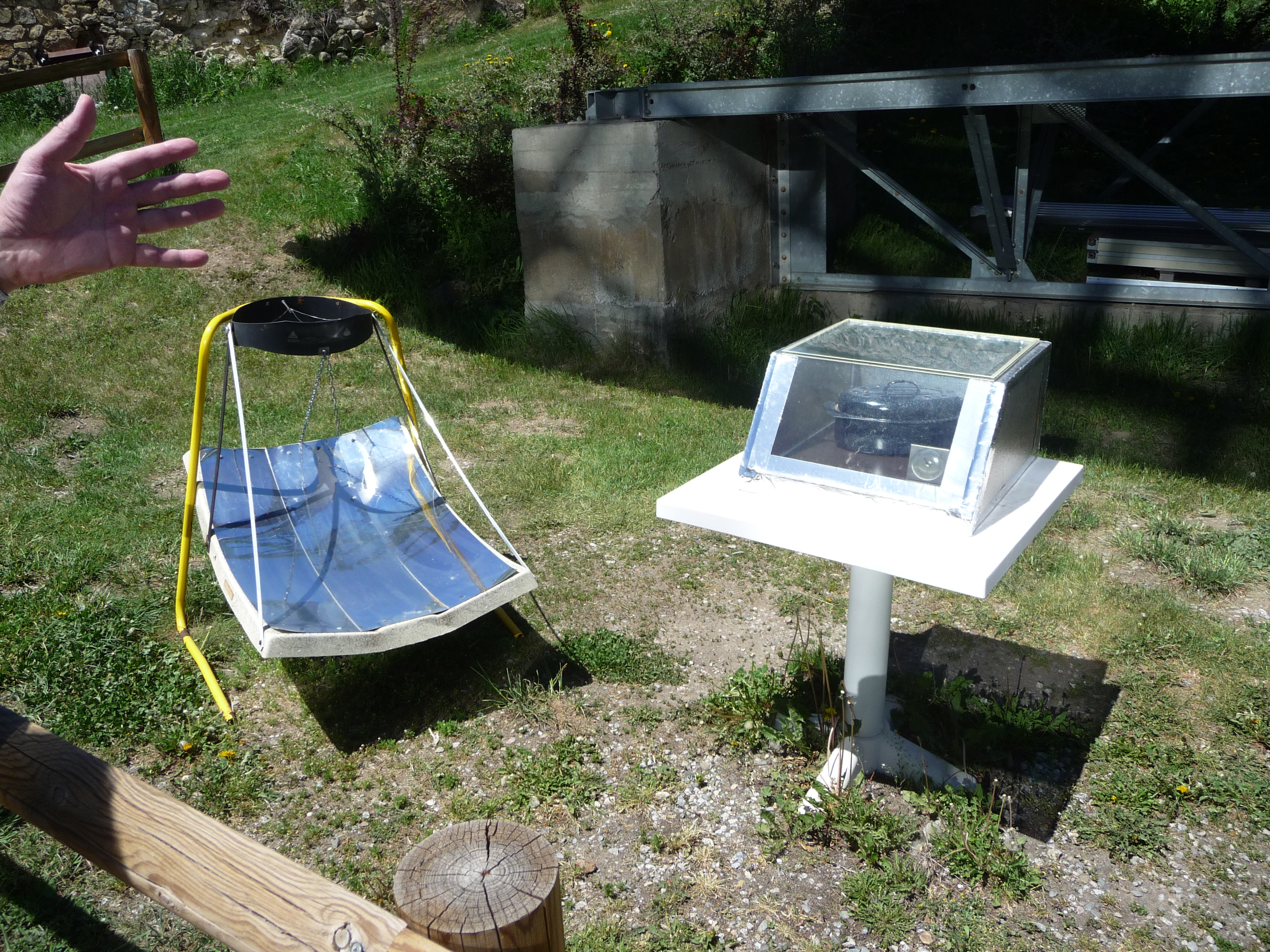
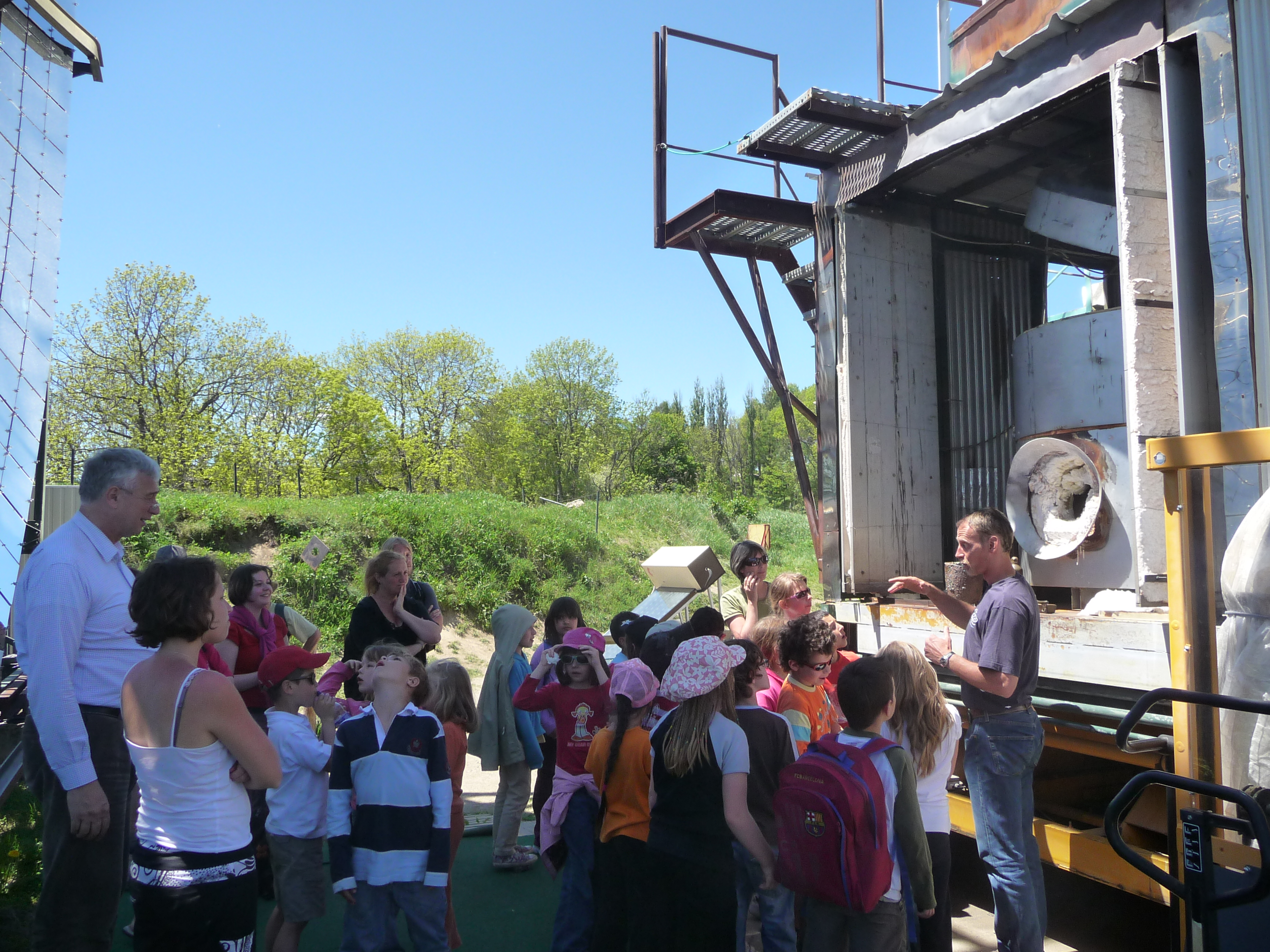
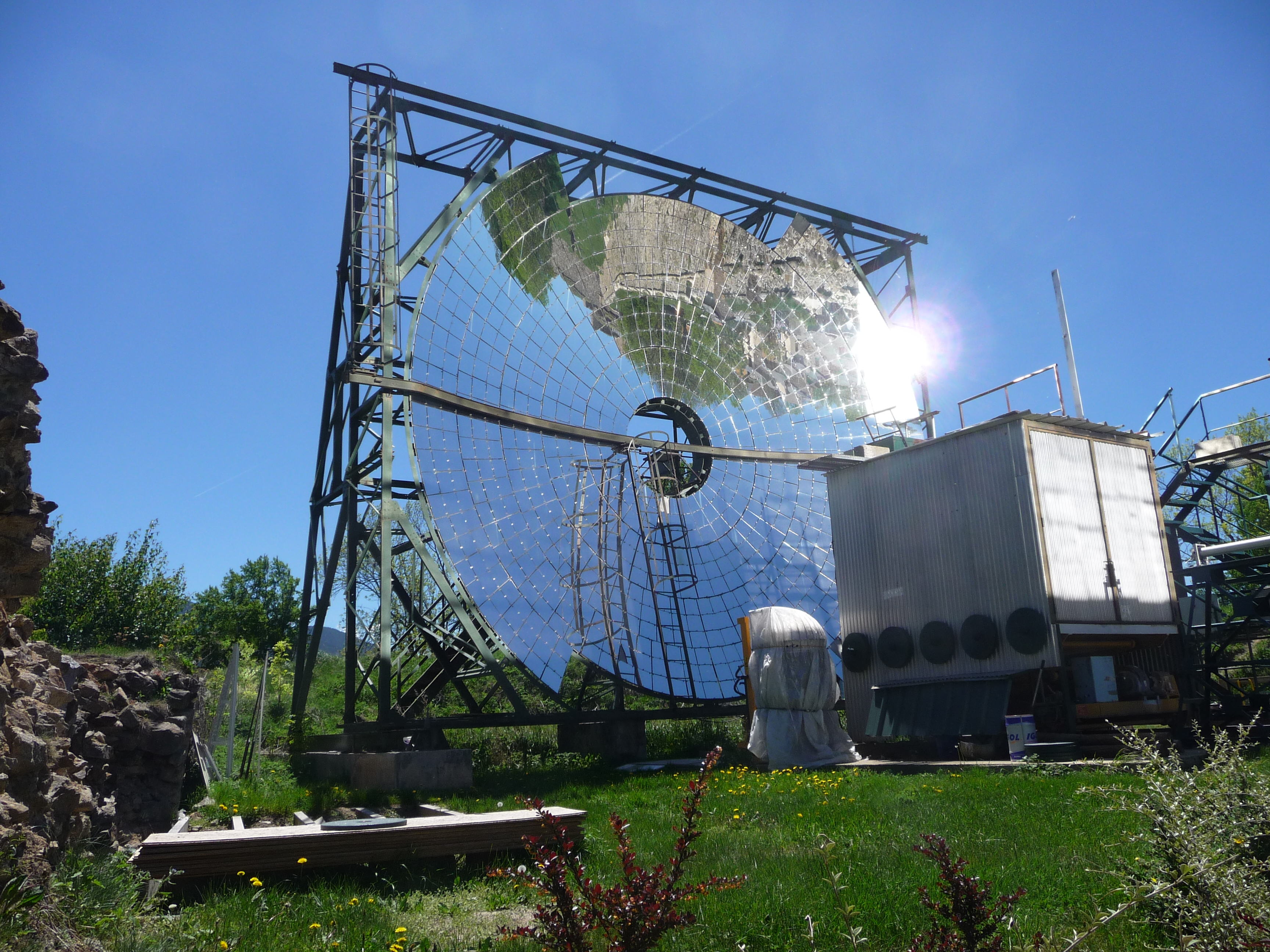
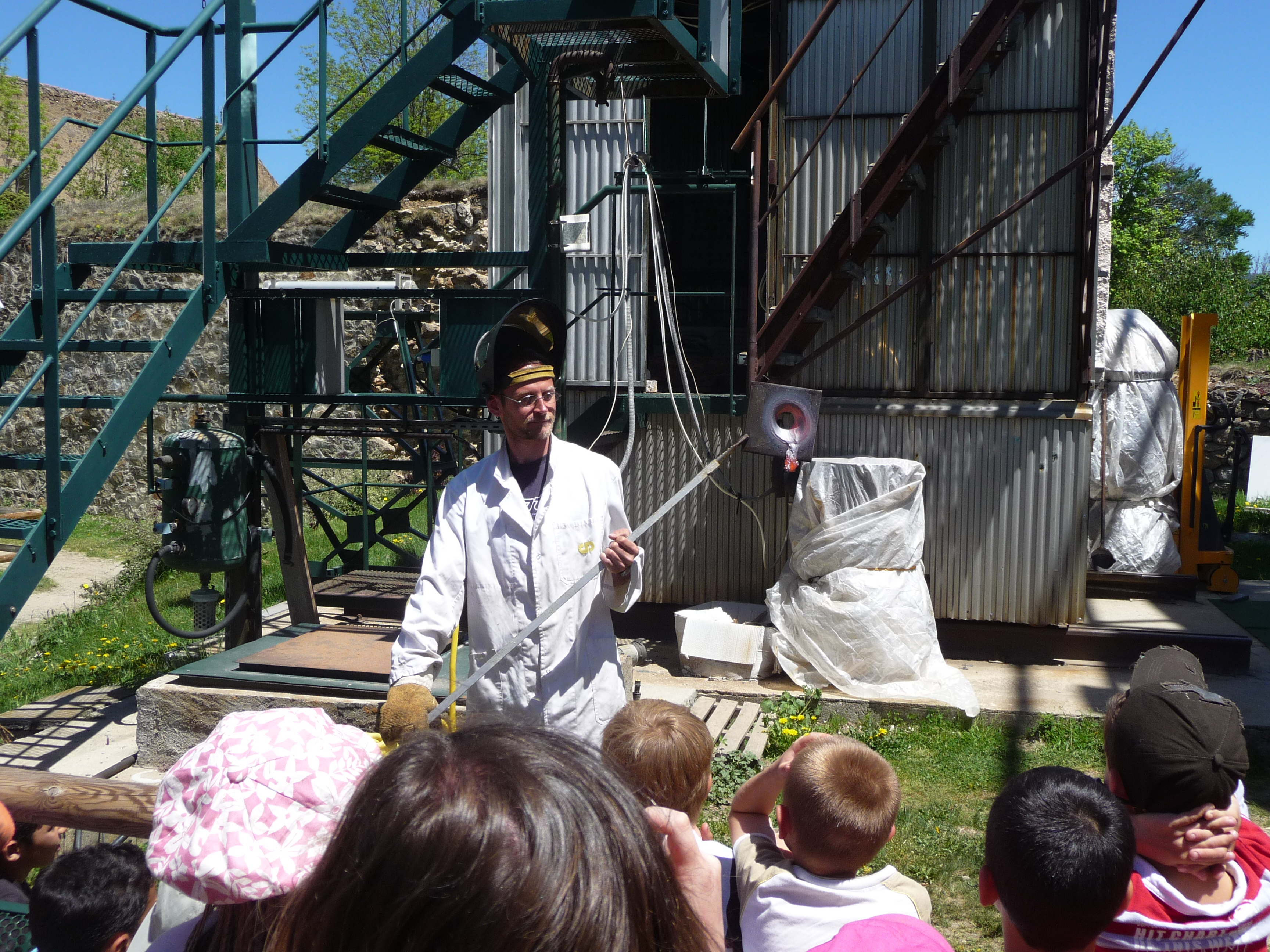
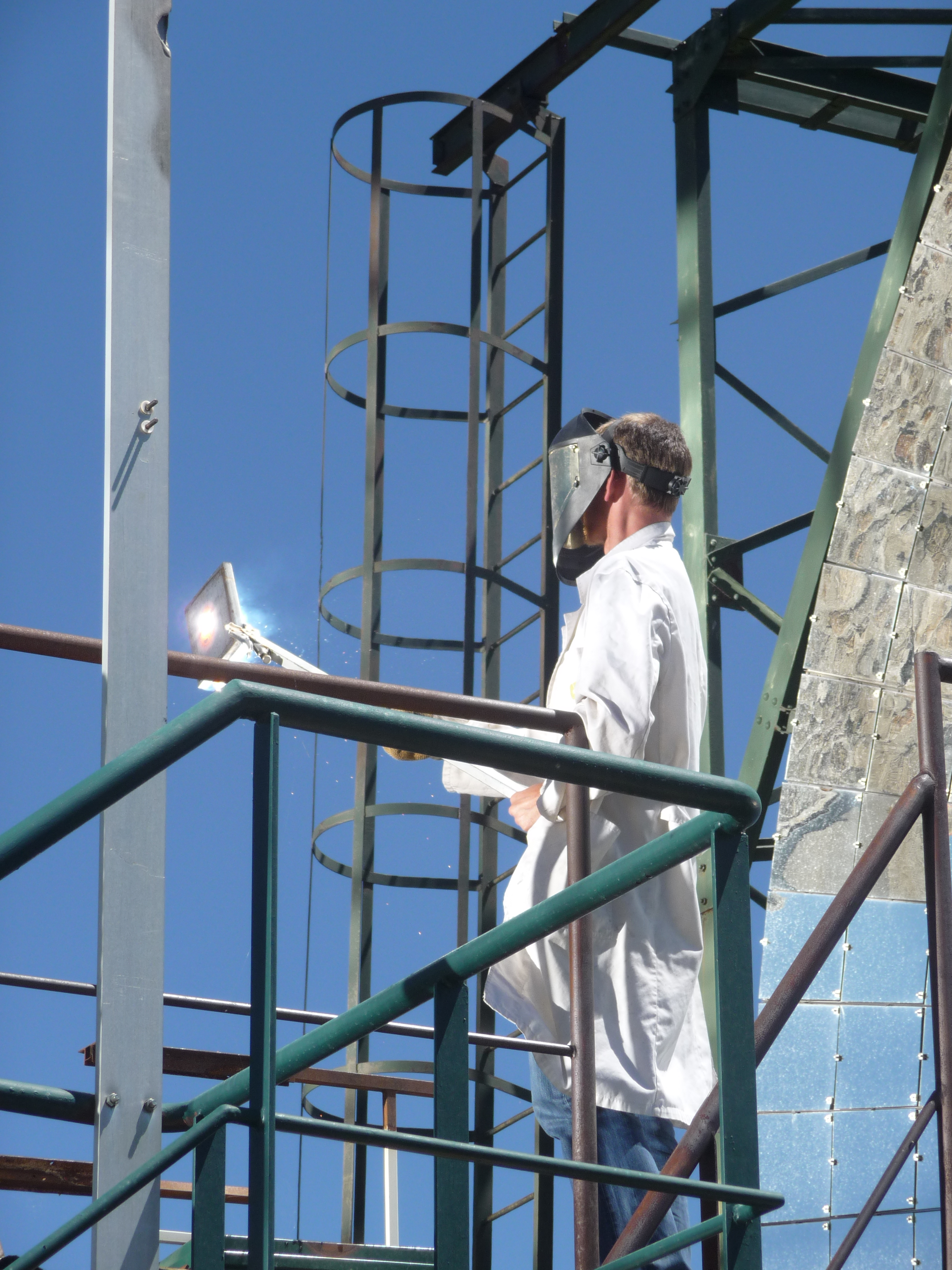
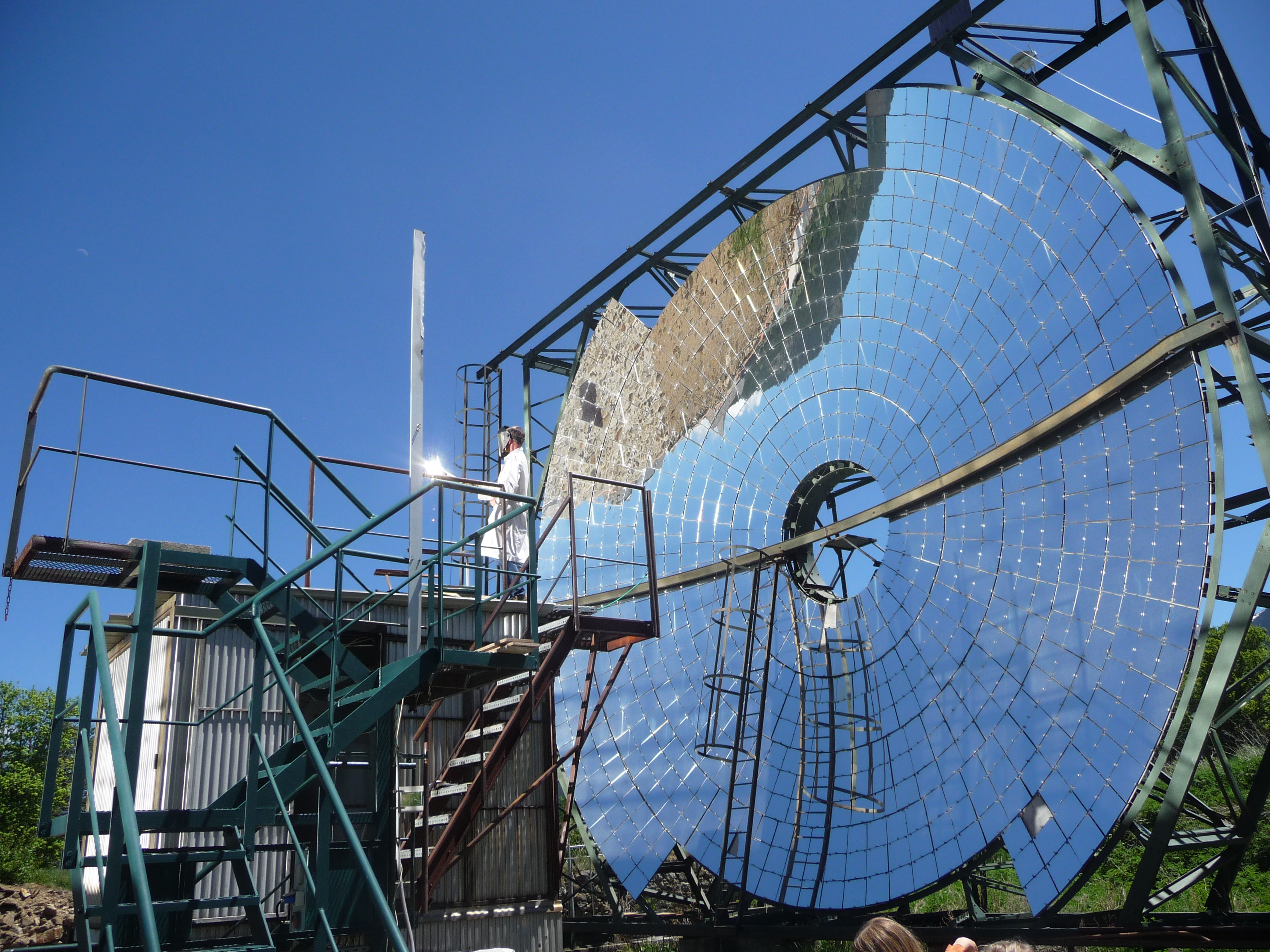
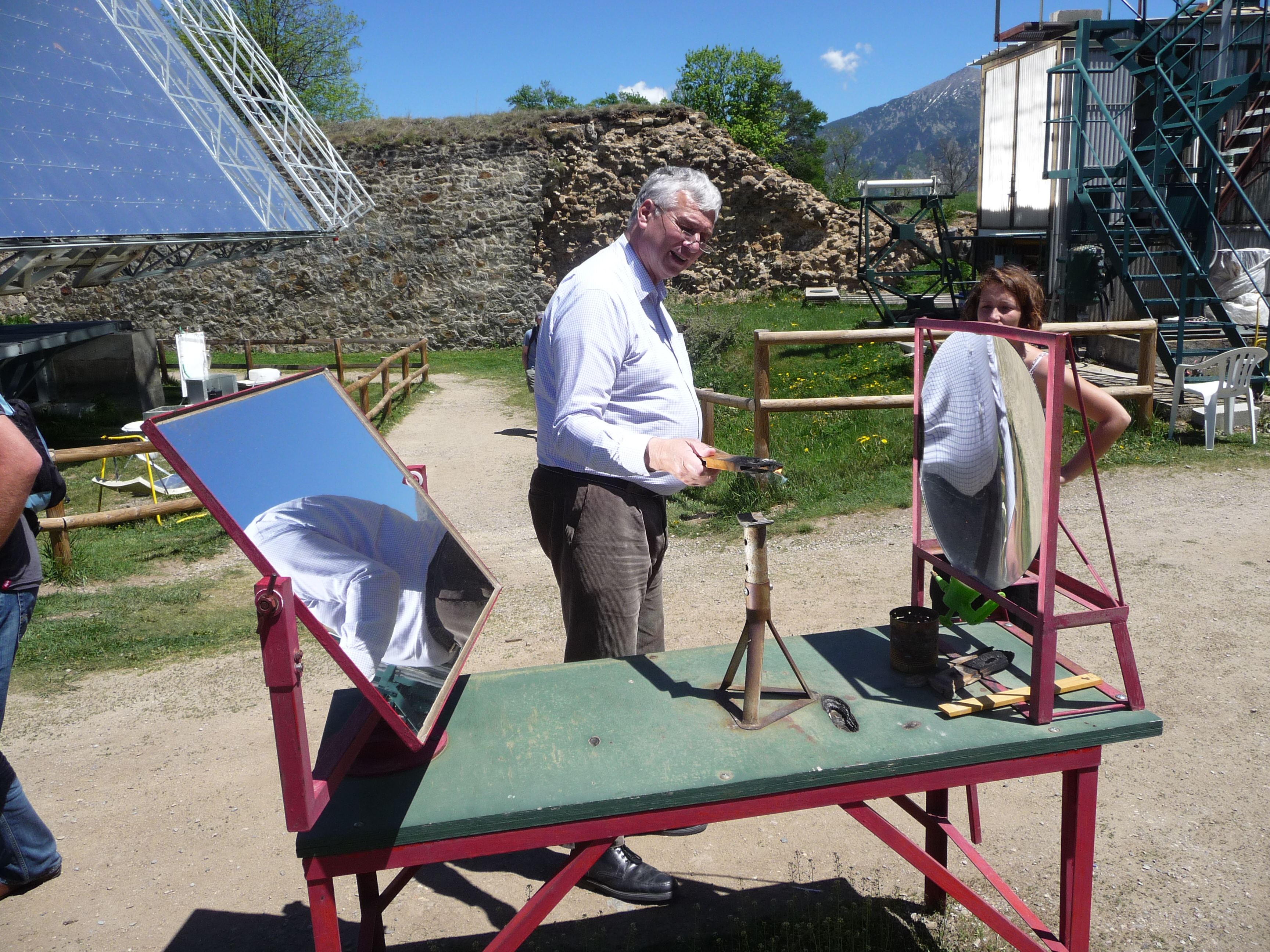